# Estanh des Garguilhs de Jos
L'estany de Garguilhs de Jos és una llac glacial situat al Circ de Colomèrs, a la vall d'Aran. La seva extensió és de 1,41 hectàrees i es troba a 2.202 metres d'altitud.
Està inclòs dintre de la zona perifèrica del Parc Nacional d'Aigüestortes i Estany de Sant Maurici.